# Route nationale 21 (Luxemburg)
Die 6,8 km lange Nationalstraße 21 oder N21 ist eine luxemburgische Nationalstraße, die die Kantone Redingen und Diekirch miteinander verbindet.

## Aktueller Verlauf (Stand September 2023)
Die N21 beginnt in Grosbous, wo sie von der N12 abzweigt, und verläuft von dort aus weiter über Mertzig und entlang von Ober- und Niederfeulen, wo sie Anschluss an die N15 hat.
Sie wurde von Niederfeulen aus gebaut und beginnt an der Kreuzung mit der „Route von Ettelbrück nach Bastogne“ (Route de Bastogne, heute klassifiziert als Nationalstraße 15), von wo aus sie sehr steil in Richtung Ortsteil Oberfeulen abfällt, um den sie von Norden herumgeleitet wird.

## Historische Entwicklung
Die Straße wurde durch Korrektur bestimmter Abschnitte der Straße zwischen Niederfeulen und Grosbous gebaut und war bereits auf der Karte von Ferraris sichtbar.
Für das Jahr 1855 wurde am 23. Dezember 1854 ein Budget von 15.000,-- Luxemburger Franken bewilligt, um einen ersten Straßenabschnitt zwischen Niederfeulen und Mertzig zu schaffen. Die Route dieses ersten Abschnitts von 4.417 km sowie seine Eigenschaften wurden durch den königlichen großherzoglichen Erlass vom 29. März 1855 festgelegt.
Der erste Abschnitt wurde Ende 1855 fertiggestellt, ein Budget von 23.500 Franken wurde 1856 freigegeben um die Bauarbeiten beenden zu können und den zweiten Abschnitt zwischen Niederfeulen und Grosbous zu beginnen.
Die verbleibende Strecke wurde mittels königlich-großherzoglichen Erlass vom 27. März 1856 festgelegt. Das gesamte Trasse wurde 1857 für ein Gesamtbudget von 40.320,-- Lëtzebuerger Frang (LUF) fertiggestellt.

### Umfahrung Oberfeulen
Im Jahr 1987 wurden durchschnittlich täglich 2.500 Fahrzeuge (darunter 400 Schwerlastfahrzeuge) durch die Ortschaft Feulen-Oberfeulen beobachtet, was gewisse Sicherheits- und Verkehrsprobleme mit sich brachte.
Um den Charakter des Dorfkerns zu verbessern, ohne den Charakter zu verändern, schlug die Regierung den Bau einer Umgehungsstraße durch das Gebiet im Norden für ein Budget von 39.000.000 Franken ohne Wegerechte vor. Am 18. Januar 1988 wurde ein Gesetz verabschiedet, das die Regierung zur Durchführung ermächtigte.
Die Umgehungsstraße wurde am eingeweiht. Durch das Gesetz vom 22. Dezember 1995 werden die alten Streckenabschnitte über Oberfeulen zu Gemeindewegen herabgestuft.

## Bildergalerie

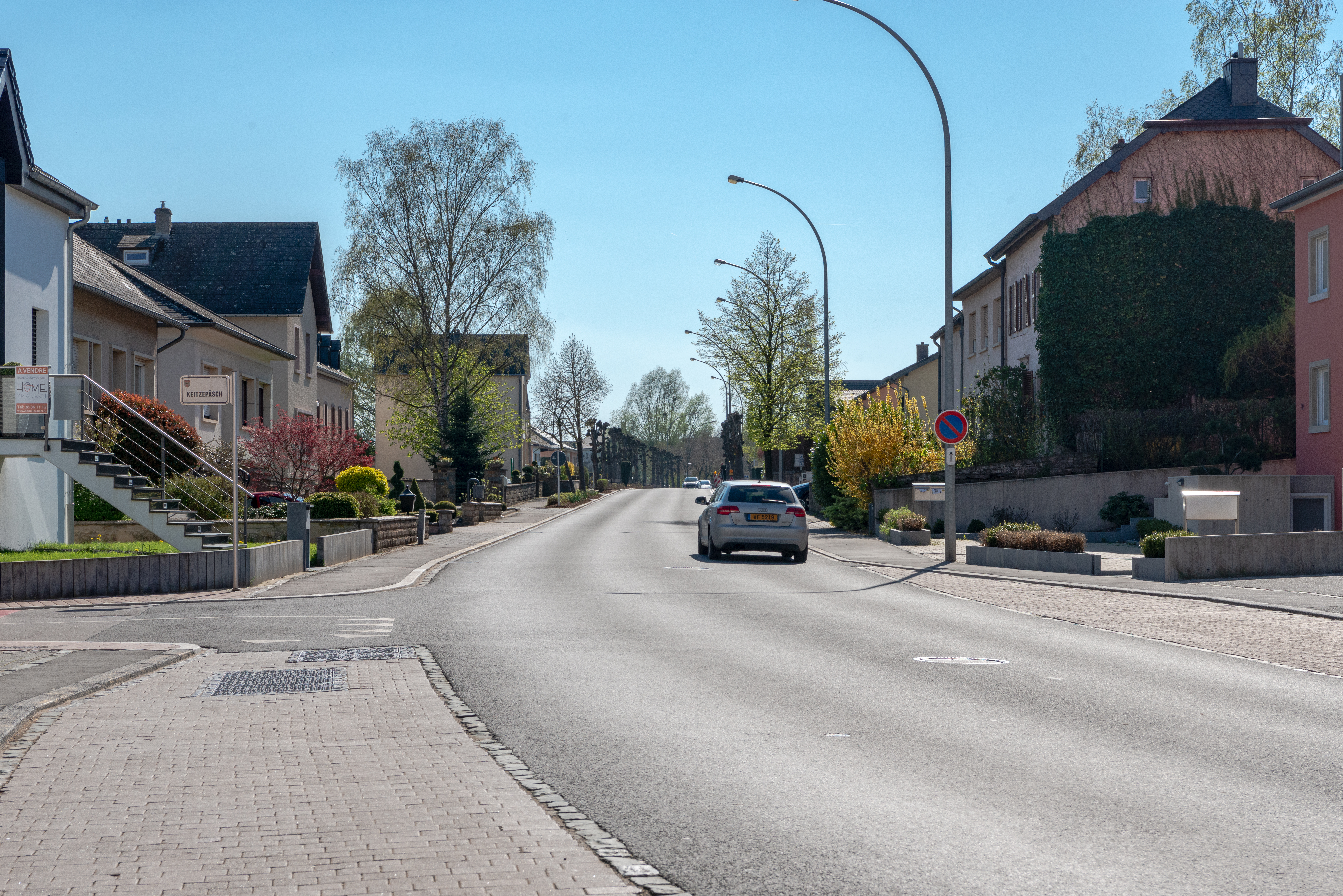
In Niederfeulen
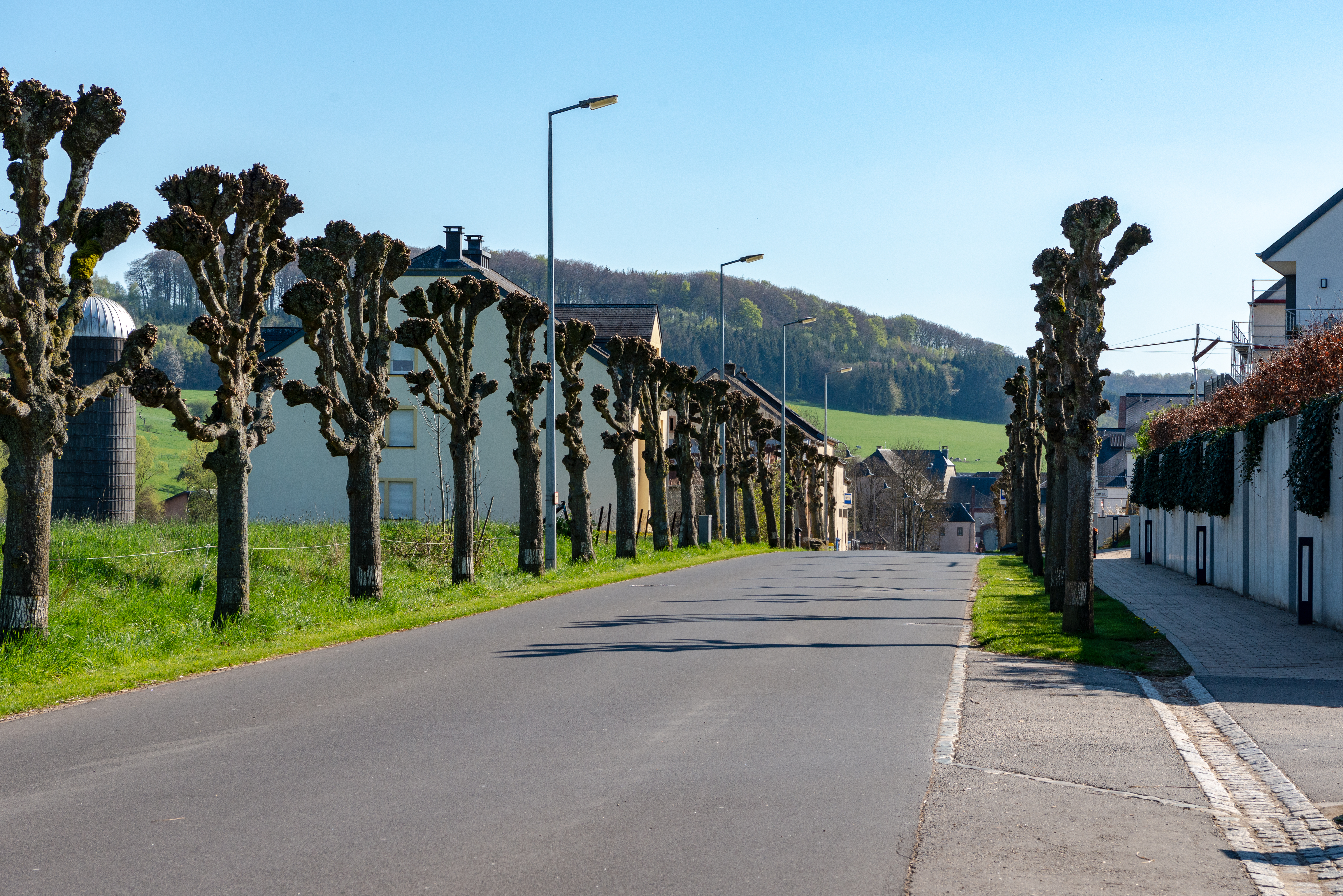
In Oberfeulen